# Lien (Hanherred)
 For alternative betydninger, se Lien. (Se også artikler, som begynder med Lien)
Lien ved Jammerbugten, Han Herred, Jammerbugt kommune, er Danmarks længste indlandsskrænt. Den strækker sig fra Tranum i øst til til Svinkløv mod vest. Den imponerende skrænt er dannet af Stenalderhavet for 5.000 til 8.000 år siden, og regnvandserosion har skabt flere dale og kløfter, f.eks. Fosdalen, Langdalen, Lilledal, Dybdal, Hulen og Nøddedalen. Fosdalen blev fredet allerede i 1902, og senere blev flere dele af Lien fredet

## Under Lien
Neden for indlandsskrænten ud mod Vesterhavet ligger et stor fladt område, Under Lien, der i Stenalderen var havbund - også kaldet maritimt forland. Flere steder er der dannet indlandsklitter,  bl.a. en af Danmarks største parabelklitter. Ved opkørslen fra Vestkystvejen til Fosdalen ligger Naturcenter Fosdalen, der viser en udstilling om området, og som også er en naturskole med undervisningslokaler. 

## Eksterne kilder og henvisninger
1. 1 2 3  Naturstyrelsen, Oplevelser i Fosdalen og Lien
2. ↑  Naturstyrelsen, Fosdalen og Lien - historie
3. ↑  Danmarks Naturfredningsforening, Lien og Fosdalen
4. ↑  Visit Nordvestkysten, Naturcenter Fosdalen

|  | Denne artikel om lokaliteten Lien (Hanherred) kan blive bedre, hvis der indsættes et (bedre) billede. Du kan hjælpe ved at afsøge Wikimedia Commons for et passende billede eller lægge et op på Wikimedia Commons med en af de tilladte licenser og indsætte det i artiklen. |

57°8′11″N 9°25′25.9″Ø / 57.13639°N 9.423861°Ø